# Populus grandidentata
Populus grandidentata, conocido como chopo americano de hoja dentada o álamo  americano de hoja dentada, o en inglés como big-tooth, es un árbol caducifolio nativo de Norteamérica, mayormente en los estados al noreste y sureste de Canadá.

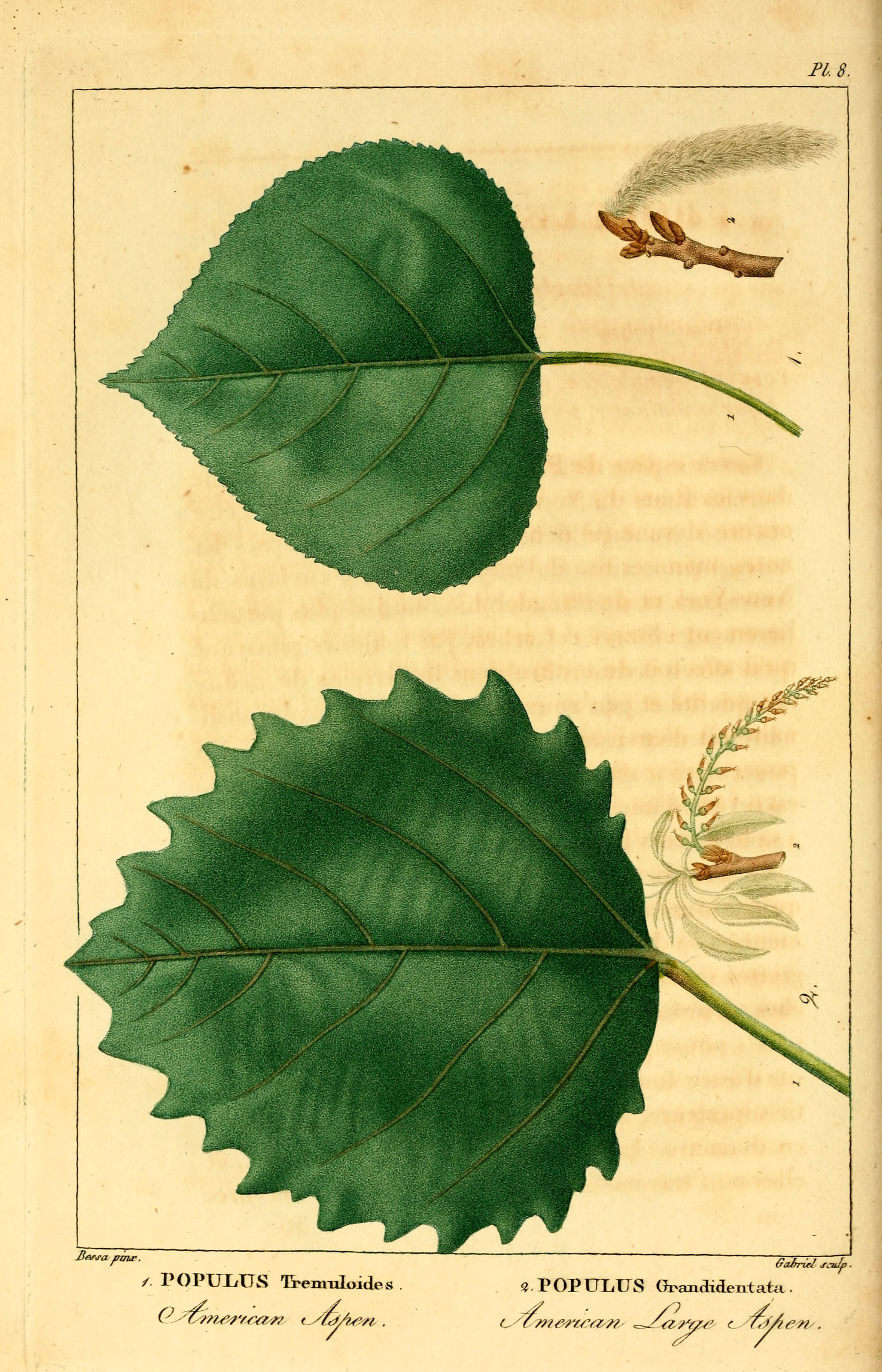
Ilustración

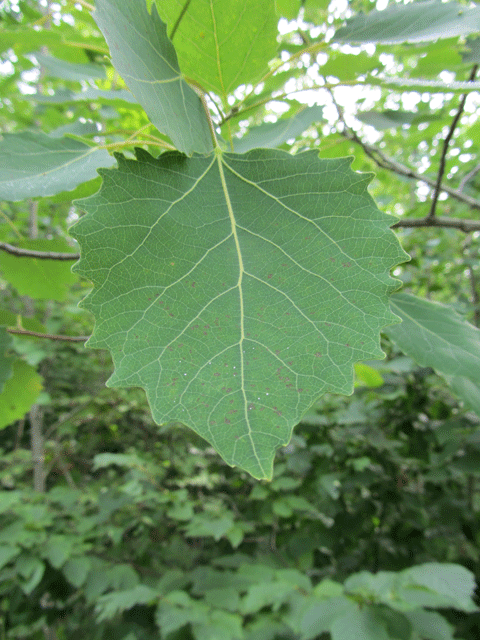
Hoja

## Descripción
Árbol caducifolio de tamaño peque con el tronco recto, y ramas que ascienden suavemente. La corteza es lisa en los ejemplares jóvenes, pero que con el paso de los años (generalmente a partir de los 30 años de e rugosa y agrietada. Su madera es de color claro, de fibras rectas y de textura muy fina y suave.
Son dioicos (es decir, hay árboles con flores exclusivamente femeninas, poseedoras de carpelos, y árboles con flores exclusivamente masculinas, poseedoras de estambres).
Sus flores, tanto femeninas como masculinas, se encuentran en inflorescencias conocidas como amentos. Luego de ser polinizadas las flores femeninas, se forma el fruto que es una cápsula de dos valvas. Dentro del fruto se forman las semillas.
Las raíces son poco profundas y se distribuyen en forma muy amplia, en un bosque, el crecimiento lateral de las raíces de un árbol puede llegar hasta los 20 m. Generalmente, este árbol genera unas cuatro o cinco raíces horizontales que a la salida del tronco miden unos 5 cm de diámetro; y raíces verticales o subterráneas que se entierran debajo de la base del tronco.
Este árbol alcanza su madurez cuando llega a medir unos 2 m de altura y su tronco tiene 25 cm de diámetro.

## Ecología: Distribución y hábitat
El rango de distribución de Populus grandidentata va desde el norte del estado de Virginia hasta Maine y desde la Isla del Cabo Bretón, a Nueva Escocia; desde el oeste hasta el sur este de Manitoba y Minnesota; al sur a través de Iowa hasta el extremo noreste de Misuri; y desde el este a través de Illinois, Indiana, Ohio, y Virginia Occidental.  También pueden encontrarse algunas poblaciones aisladas en el estado de Kentucky, Tennessee, Carolina del Norte y Carolina del Sur.
Esta especie generalmente se encuentra en terrenos inundables, sobre lomadas bajas o en las laderas de pendientes suaves al pie de las montañas. El suelo debe ser húmedo pero bien drenado y es muy intolerante a la sombra ya que los brotes nuevos mueren cuando no tienen abundante sol.

## Ecología: Relaciones con otros organismos
El fruto es dispersado por el viento.
Puede reproducirse de forma asexual después de un incendio: las raíces pertenecientes al árbol muerto comienzan a ascender formando nuevos rebrotes, creando individuos genéticamente idénticos al árbol muerto, que por lo tanto son un clon formado a partir del tronco original.
Son especies de rápido crecimiento y de vida relativamente corta; en promedio comienzan a deteriorarse después de los 60 años, aunque hay individuos que llegan a vivir más de 100 años. Este rápido crecimiento le permite ser una especie pionera en las etapas tempranas de una sucesión primaria (es decir, que se desarrolla rápidamente en aquellos sitios que han sufrido catástrofes), y persiste por un tiempo entre las comunidades formadas las especies siguientes en la sucesión, aun en su senescencia. En muchos sitios el crecimiento rápido de sus hijuelos deja fuera de competencia los brotes de otras especies como el roble americano y el arce rojo. Ante la ausencia de disturbios, como incendios o tala de bosques, esta especie es prontamente reemplazada por coníferas y otras especies de maderas más duras. En la región de los Grandes Lagos en el término de un siglo, muchos bosques antiguos de pino fueron talados y quemados, y el álamo de dientes grandes y  el álamo temblón dominaron estas tierras luego de las catástrofes; pero si pasado el tiempo no hay nuevos incendios o talas de árboles, estos bosques comienzan a ser reemplazados por especies posteriores de la Sucesión ecológica, con brotes tolerantes a la sombra. Normalmente crecen en bosques mixtos de la misma edad, la mayoría de las veces entre los álamos temblones. Co-dominando los bosques de coníferas y otras especies de madera dura; pero nunca invade un bosque ya desarrollado porque es extremadamente intolerante a la sombra. El álamo temblón es la especie predominante entre los álamos comunes en la región de los Grandes Lagos, pero el chopo de dientes grandes domina en las tierras altas con menos humedad. La mayoría de los bosques de álamos que son dominados principalmente por el chopo de dientes grandes son por lo general más abiertos que los bosques de álamos dominados por los temblones.
Además esta especie es más resistente a las enfermedades que el álamo temblón. La más peligrosa es el Cáncer por Hypoxylon, entre otras como la putrefacción, los hongos, y el deterioro de las raíces que afectan a esta especie. Además es el anfitrión preferido de la polilla gitana, que puede  provocar su muerte si se produce una defoliación casi completa por causa de esta polilla y si es seguida por una infección de hongos Armillaria  spp. El escarabajo Ambrosia ataca a estos álamos cuando son dañados por los incendios, y comúnmente ocurre en áreas donde los incendios son frecuentes, como en zonas montañosas distantes del agua y donde los fuertes vientos empujan el fuego contra barreras naturales como los lagos.

## Importancia económica y cultural
Su madera, de color claro, de fibras rectas y de textura muy fina y suave, se utiliza principalmente para la producción de pulpa para papel, pero puede ser usado como viruta de madera en la fabricación de paneles estructurales como el aglomerado. Otras aplicaciones de menor importancia son la construcción de casas de madera, pallets, cajas, cerillas y fósforos, palillos, palos de hockey y escaleras. La corteza es pelletizada para combustible y como suplemento alimentario para el ganado.

## Taxonomía
Populus grandidentata fue descrita por André Michaux y publicado en Flora Boreali-Americana 2: 243. 1803.
Etimología
Populus: nombre genérico que deriva del latín, 'popular' por ser abundante y en gran cantidad. 
grandidentata: epíteto latíno donde grandi significa "grande" y dentata quiere decir "diente".
Sinonimia
- Populus tremula subsp. grandidentata (Michx.) Á.Löve & D.Löve[6]